# Larus thayeri
La gaviota esquimal o gaviota de Thayer (Larus thayeri)  es una especie de ave charadriforme de la familia Laridae.  

## Distribución
Es nativa de América del Norte, se reproduce en las islas árticas de Canadá, inverna principalmente el la costa del Pacífico, desde el sur de Alaska hasta el golfo de California, aunque también hay poblaciones invernantes en los Grandes Lagos y la parte superior del río Misisipi. 

## Descripción
Tiene apariencia y hábitos intermedios entre la gaviota argéntea (Larus smithsonianus) y la gaviota groenlandesa (Larus glaucoides), y en ocasiones considerados coespecíficos con ambas especies. El plumaje adulto no reproductivo tiene un manto gris pálido, con las puntas de las alas negruzcas y amplias rayas marrón en la cabeza y el cuello. La cabeza, la nuca, el pecho, el vientre y las alas inferiores son principalmente blancas, y las patas son de color rosa. Hay una mancha roja en la mandíbula inferior, el color del iris es generalmente oscuro. En verano la cabeza y el cuello son de color blanco, con el pico amarillo brillante y una mancha roja en la mandíbula inferior. Alcanza una longitud de 56 a 64 cm, con una envergadura de 130 a 148 cm y un peso de aproximadamente 720 a 1.500 g. Los machos rondan los 1.093 g y las hembras son ligeramente más pequeñas, media de 900 g. Entre las medidas estándar, la cuerda alar es 38,4 a 44,2 cm, el pico es de 4,4 a 5,5 cm y el tarso es 5,2 a 6,9 cm.
En verano se encuentran en la tundra de las islas árticas. Estas gaviotas ponen 3 huevos azulados o verdosos en nidos llenos de hierba, musgo o líquenes.  

## Estatus
Hay un debate permanente sobre el estatus taxonómico de esta especie, y algunas autoridades consideran que es la forma oscura de la gaviota groenlandesa, con la subespecie Larus glaucoides kumlieni como un ejemplo intermedio, formando un cline en lugar de especies distintas. La American Ornithologists' Union la consideró como una subespecie de la gaviota argéntea americana desde 1917 hasta 1973, cuando se determinó que era una especie separada. Si bien numerosos trabajos se han escrito desde entonces sugiriendo degradar esta especie para una subespecie, la AOU, así como todas las guías de campo norteamericanas siguen tratando a la gaviota de Thayer como una especie separada. La British Ornithologists' Union tras la publicación de Birds of North America agrupa a las tres formas como gaviota de groenlandesa.